# Sílvia Montanarini
Sílvia Regina Montanarini Minioli (São Paulo, 12 de janeiro de 1955) é uma voleibolista indoor brasileira.
Foi integrante da seleção brasileira em duas edições consecutivas dos Jogos Pan-Americanos nos anos de 1971 e 1975, assim como em duas edições do campeonato mundial nos anos de 1974 e 1978. Conquistou a histórica medalha de ouro no Campeonato Sul-Americano de Voleibol Feminino de 1981, interrompendo a hegemonia continental da seleção peruana, no mesmo ano disputou a Copa do Mundo de Voleibol Feminino no Japão.

## Carreira
Sílvia durante anos defendeu as cores do Paulistano, depois este com a alcunha de Paulistano/Pão de Açúcar, conquistou heptacampeonato paulista nos anos de 1973, 1974, 1977, 1978,1981, 1982 e 1983 e os vice-campeonatos em 1975, 1976 e 1979.
Ela foi atleta do Pinheiros/Transbrasil e conquistou o título do Campeonato Brasileiro de 1983.
Pela Seleção Brasileira disputou os Jogos Pan-Americanos de 1971, estes realizados em Cali e encerrou na quarta posição. Em 1974 estava no grupo que disputou o Campeonato Mundial sediado em Guadalajara e encerrou na décima quinta posição.
Em sua segunda participação nos Jogos Pan-Americanos, jogou ao lado novamente de sua irmã Cássia Montanarini, tais jogos acontecidos na capital mexicana em 1975, ocasião que conquistou o quinto lugar. No ano de 1978 disputou pela seleção principal a edição do Campeonato Mundial sediado em Lenigrado.
Outra participação representando a seleção, vestiu camisa#5 na histórica conquista da medalha de ouro no Campeonato Sul-Americano de 1981 em Santo André, interrompendo a hegemonia peruana que já perdurava há anos e obtendo a qualificação para a Copa do Mundo neste mesmo ano.
Também disputou a referida Copa do Mundo do Japão de 1981 encerrando na oitava posição. Como jogadora despertou admiração da ex-voleibolista Ana Lúcia de Camargo que em entrevista descreveu em poucas linhas a respeito de Sílvia e da lendária jogadora Lang Ping: “As duas, além de muito técnicas, tinham classe para jogar, pareciam bailarinas com uma bola de vôlei. E fora de quadra sempre exemplares”. Com o Paulistano sagrou-se campeã do Campeonato paulista de 1982 de forma invicta.
Defendeu outros clubes como:São Caetano, ADC Pirelli, Pirelli/Santo André, Lufkin/Sorocaba, IAP e os clubes italianos Alidea Catania,Pallavolo Gallico.Em 2007 confirmou participação no evento chamado 2º Encontro dos Profissionais do Vôlei de Santo André.

## Títulos e resultados
- Jogos Pan-Americanos:1971[5][6]
- Campeonato Paulista:1973, 1974, 1977, 1978, 1981, 1982 e 1983[2]
- Campeonato Paulista:1975, 1976,1979
- Campeonato Brasileiro de Clubes:1983[4]